# Juan de Araujo
Juan de Araujo (Villafranca del Bierzo, España 1646 — Sucre, Real Audiencia de Charcas (hoy Bolivia), 1712) fue un músico y compositor del Barroco americano, período también conocido como música virreinal americana.
Alrededor de 1670 fue nombrado maestro de capilla en la Catedral de Lima. Posteriormente viaja a Panamá y probablemente a Guatemala. De vuelta en Perú, es contratado como maestro de capilla de la Catedral de Cuzco, y en 1680 de la Catedral de Sucre, donde permanece hasta su muerte.

## Obras
En el archivo de la Catedral de Sucre se conservan la mayoría de sus obras conocidas, de estilo religioso o profano, con un total de más de 150 piezas musicales, tales como "Los coflades de la estleya, negritos a la navidad del señor", entre otros.
Araujo sobresale por el tratamiento policoral de sus obras, su textura contrapuntística, la vivacidad de sus ritmos y una fértil imaginación melódica. Junto a Domenico Zipoli (italiano), Tomás de Torrejón y Velasco (español), Rocco Cerruti, llamado Roque, nacido en Italia y José de Orejón y Aparicio nacido en Huacho-Perú, es uno de los compositores más importantes de la época virreinal en Perú - América del Sur.
Su vida fue analizada por diversos investigadores, como la Dra. Carmen García Muñoz cuya tesis doctoral, dirigida por Roberto Caamaño, se tituló "Juan de Araujo. Un compositor del período colonial hispanoamericano"

## Discografía
- 1966 - Salve Regina Choral Music of the Spanish New World. Angel S 36008. Roger Wagner Chorale; Roger Wagner, director.
- 1992 - Il Secolo d'Oro nel Nuovo Mondo. Villancicos e Oraciones del '600 Latino Americano.Symphonia SY 91S05. Ensemble Elyma; Gabriel Garrido, director; Studio Música Antica "Antonio il Verso."
- 1992 - Les chemins du baroque. No. 1: De l'Altiplano a l'Amazonie: Lima - La Plata - Missions Jesuites. France, Afaa sur mesure K617, K.617025. Coro de Niños Cantores de Córdoba (Argentina), Ensemble Elyma; Gabriel Garrido, director.
- 1992 - Les chemins du baroque. No. 2: Vepres De l'Assomption. France, Afaa sur mesure K617, K.617026. Compañía Musical de las Américas (México), Maitrise Nationale de Versailles; Jean-Claude Malgoire, director.
- 1993 - Música del Periodo Colonial en América Latina. Fundación Música-Música Americana DM-MA-HA001-CD93. Canto; Egberto Bermúdez, director.
- 1993 - Nueva España. Close encounters in the New World, 1590-1690. Erato 2292-45977-2. The Boston Camerata; Joel Cohen, director. The Boston Shawm and Sackbut Ensemble, The Schola Cantorum of Boston; Frederick Jodry, director. "Les Amis de la Sagesse" Womens' Choir.
- 1994 - Les chemins du baroque. L'Or et l'Argent du Haut-Perou: L'oeuvre de Juan de Araujo (1648-1712). France, Afaa sur mesure K617, K617038. La Maitrise Boreale; Bernard Dewagtere, choirmaster. Ensemble Elyma; Gabriel Garrido, director.
- 2000 - Aquí de Músicas Varias - Si Dios se Contiene y Vaya de Gira - Agrupación de Cámara Ars Viva - Córdoba Argentina - Director Juan Ruiz - Clave y Órgano Daniel Collino.